# Wintersun
Pour l'album éponyme, voir Wintersun (album).
Wintersun est un groupe de death metal mélodique finlandais, originaire d'Helsinki. Il est originellement formé en 2003, par le guitariste, claviériste et chanteur Jari Mäenpää comme groupe parallèle à Ensiferum pour qui il était chanteur et guitariste. En 2003, Mäenpää rassemble des chansons qu'il avait enregistrées en 1995. Il envoie les démos à Kai Hahto, ancien membre de Rotten Sound, qui accepte de jouer à la batterie.
Après avoir obtenu un contrat, Mäenpää commence à enregistrer un premier album. La tournée d'Ensiferum en soutien à leur album Iron retardant les enregistrements du groupe, Mäenpää décide alors de quitter Ensiferum pour se consacrer à la production de l'album éponyme Wintersun.

## Biographie

### Formation etWintersun(2003–2004)

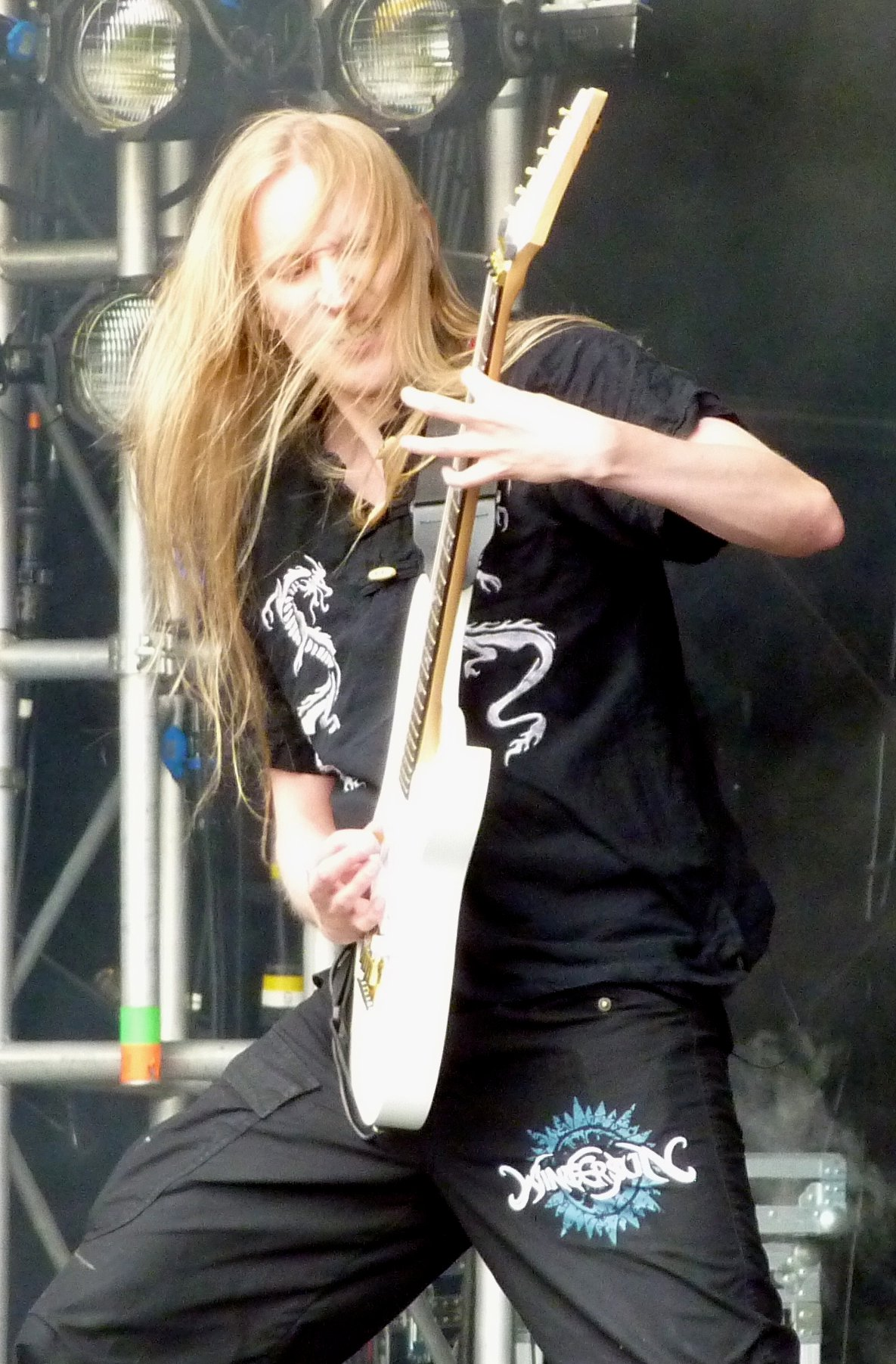
Jari Mäenpää, fondateur, chanteur et guitariste de Wintersun.

Jari Mäenpää forme Wintersun en 2003. Il choisit le nom « Wintersun » à partir d'une liste de nom proposée par un ami expliquant que Winter reflète le côté froid, magique et mélancolique de sa musique, et Sun : l'univers et l'espace. Après avoir été contacté par Mäenpää, Kai Hahto devient le batteur de session du groupe. À deux, ils enregistrent des démos pour les chansons Winter Madness, Beyond the Dark Sun et Death and the Healing qu'ils envoient à Nuclear Blast. Le label leur offre un contrat pour la production de plusieurs albums avec toutefois la contrainte de produire une démo de trois morceaux avant chaque album.
Malgré l'obtention du contrat avec Nuclear Blast, Mäenpää tient à ce que Wintersun reste un projet parallèle, afin de se concentrer sur son groupe principal Ensiferum, au sein duquel il occupe le rôle de chanteur et guitariste. Mais après la sortie de l'album Iron, le label d'Ensiferum, Spinefarm Records, programme une tournée européenne dont les dates se trouvent en concurrence avec l'enregistrement de l’album Wintersun du groupe éponyme. Jari Mäenpää demande alors une pause auprès d'Ensiferum,, et il est finalement forcé de quitter ce dernier. Jari Mäenpää se concentre alors sur l’enregistrement de l’album malgré l'absence d'autres membres officiels. Il enregistre donc lui-même tous les instruments (excepté la batterie, assurée par Kai Hahto). Trois studios différents ont été utilisés pour l'enregistrement de Wintersun. L'album est publié le 13 septembre 2004 et se veut très hétéroclite avec plusieurs genres représentés : viking/folk metal, death metal mélodique, black metal, power metal voire metal symphonique.
Convaincu par le style musical de Wintersun, Kai Hahto quitte son ancien groupe, Rotten Sound, et rejoint le groupe en tant que batteur permanent. Jukka Koskinen (bassiste de Norther) rejoint lui aussi le groupe en tant que bassiste et Oliver Fokin, l'ancien batteur d'Ensiferum, prend le rôle de second guitariste. Du 3 au 4 juillet 2004, le groupe tourne le clip Beyond the Dark Sun avec Maurice Swinkels à la production et réalisation. Le 4 octobre 2004, Oliver Fokin annonce son départ et sera remplacé le 27 décembre 2004 par Teemu Mäntysaari.

### Time I(2005–2016)
L'enregistrement du deuxième album, intitulé Time, débute le 2 mai 2006. L'album est censé comporter sept chansons ainsi qu'une intro et outro. Toutefois, le groupe fait face à de nombreuses difficultés. Le 23 octobre 2006, Wintersun publie un message indiquant que le mixage de l'album est repoussé à mai 2007, entrainant l'annulation de leur concert au Ragnarök Festival. Le 17 avril 2007, Jari Mäenpää publie un message sur l'avancement de l'album, où il indique avoir rencontré de nouvelles difficultés dont notamment des pannes matérielles. L'enregistrement est à nouveau retardé ainsi que la sortie de l'album. Kai Hahto annonce un nouveau retard le 5 juin 2008 pour cause de difficultés informatiques. Nuclear Blast est forcé d'acheter un nouvel équipement informatique. Pour se concentrer sur l'album, le groupe annule sa tournée prévue en 2009.
Le 17 novembre 2010, Jari Mäenpää annonce sur le site de Wintersun que le nouvel album Time sera probablement mixé fin décembre ; plusieurs fois repoussée, la sortie de l'album est toujours attendue début 2012 mais semble compromise par l'apparente (mais non-officialisée) cessation d'activité du groupe.
Le 16 mars 2012, Wintersun annonce sur son site que le mixage de l'album Time est en bonne voie et prévoit sa sortie pour l'été. Cette annonce met donc fin à la rumeur sur la cessation d'activité du groupe, qui sera notamment en tête d'affiche du Heidenfest 2012 aux côtés de Korpiklaani, Varg et Trollfest. Deux mois plus tard, le 25 mai 2012, Wintersun annonce que Time sera divisé en deux albums publiés séparément, Time I et Time II. Le 4 juillet 2012, le groupe révèle que le premier album sortira le 19 octobre 2012 en Europe et le 6 novembre 2012 en Amérique du Nord. La sortie du deuxième album est initialement prévue pour début 2014, mais ne sortira finalement que le 30 août 2024. Cet album comportera sept solos de guitare, du shredding et sera, d'après les déclarations du groupe, « au moins aussi si ce n'est plus épique que le précédent ».

### The Forest Seasons(2017-2019)
Le 4 janvier 2017, sur leur page Facebook, le groupe annonce la sortie de leur troisième album. Ils précisent le 11 janvier que ce ne sera pas Time II mais The Forest Seasons, sur cette même page Facebook. Le 25 janvier 2017, le groupe prévient qu'une campagne de financement participatif va avoir lieu du 1er au 31 mars 2017 via la plateforme Indiegogo. Cette campagne a pour but de financer les Wintersun Headquarters, le studio que le groupe veut monter pour la production de leurs prochains albums dont Time II. L'album The Forest Seasons ainsi que d'autres types de contenus (dont les versions remastérisées des deux albums précédents) seront inclus dans le pack appelé The Forest Package.
Le 1er février 2017, le groupe révèle la couverture de leur prochain opus. Le 3 mars, deux jours seulement après l'ouverture de leur campagne, le groupe récolte déjà plus de 200 000 euros, la somme de départ ayant été fixée à 150 000 euros. Le 13 avril, le groupe annonce le recrutement de leur deuxième guitariste Asim Searah, qui devient ainsi membre permanent. Celui-ci remplace alors Jari qui se voit attribuer le rôle de chanteur seulement, pour des raisons techniques. Le 26 mai, le groupe annonce finalement la sortie de l'album pour le 21 juillet 2017, date à laquelle l'album sera disponible pour tous les participants à la campagne de financement participatif, mais également en vente habituelle sur le site du label.
À la suite de la sortie de l'album, ils partent en tournée en tête d'affiche avec Black Therapy et Whispered à partir du 2 septembre 2017, avec une première date à Jyväskylä et des passages par Hanovre, Lausanne, Budapest ou bien Athènes. Celle-ci s'achève le 7 octobre 2017.
À la suite de cette tournée, ils repartent en tournée avec Arch Enemy, Tribulation et Jinjer, à partir du 12 janvier 2018 avec une première date à Münich.
Le groupe part en tournée nord-américaine à partir du 14 septembre 2018 et une première date à Philadelphie. Ils sont accompagnés de Ne Obliviscaris et de Sarah Longfield. Il est prévu que la tournée s'achève le 14 octobre. Durant cette tournée, Wintersun joue pour la première fois une chanson inédite dont le titre reste toutefois secret, et ce pour "garder une part de mystère", selon les propos du guitariste Teemu Mäntysaari lors d'une interview au magazine AntiHero Magazine. Il annonce dans cette même interview une tournée prévue pour le quinzième anniversaire du groupe durant laquelle l'ensemble de l'album Wintersun sera joué.
Ladite tournée s'achève le 30 août 2019 au Danemark. L'absence du guitariste Asim Searah est confirmée pour des raisons médicales. Après la fin de la tournée, le groupe entame le travail de composition de son quatrième album, tout en précisant que l'enregistrement aura lieu lorsque les Wintersun Headquarters, studio personnel du groupe, sera construit.

### PagePatreonet quatrième album (2020-2024)
Le 21 avril 2020, Wintersun crée une page Patreon dans le but de créer du contenu exclusif pour ses fans. Il propose ainsi des vidéos de concerts, des possibilités d'interaction avec les membres du groupe via un forum officiel, etc. La décision suscite toutefois des réactions mitigées, certains n'hésitant pas à qualifier le groupe "d'égoïste", voire "malhonnête". Par la voix de son chanteur, le groupe répond aux détracteurs en déclarant que "personne ne se sent obligé" et que ce ne sont que des contenus bonus.

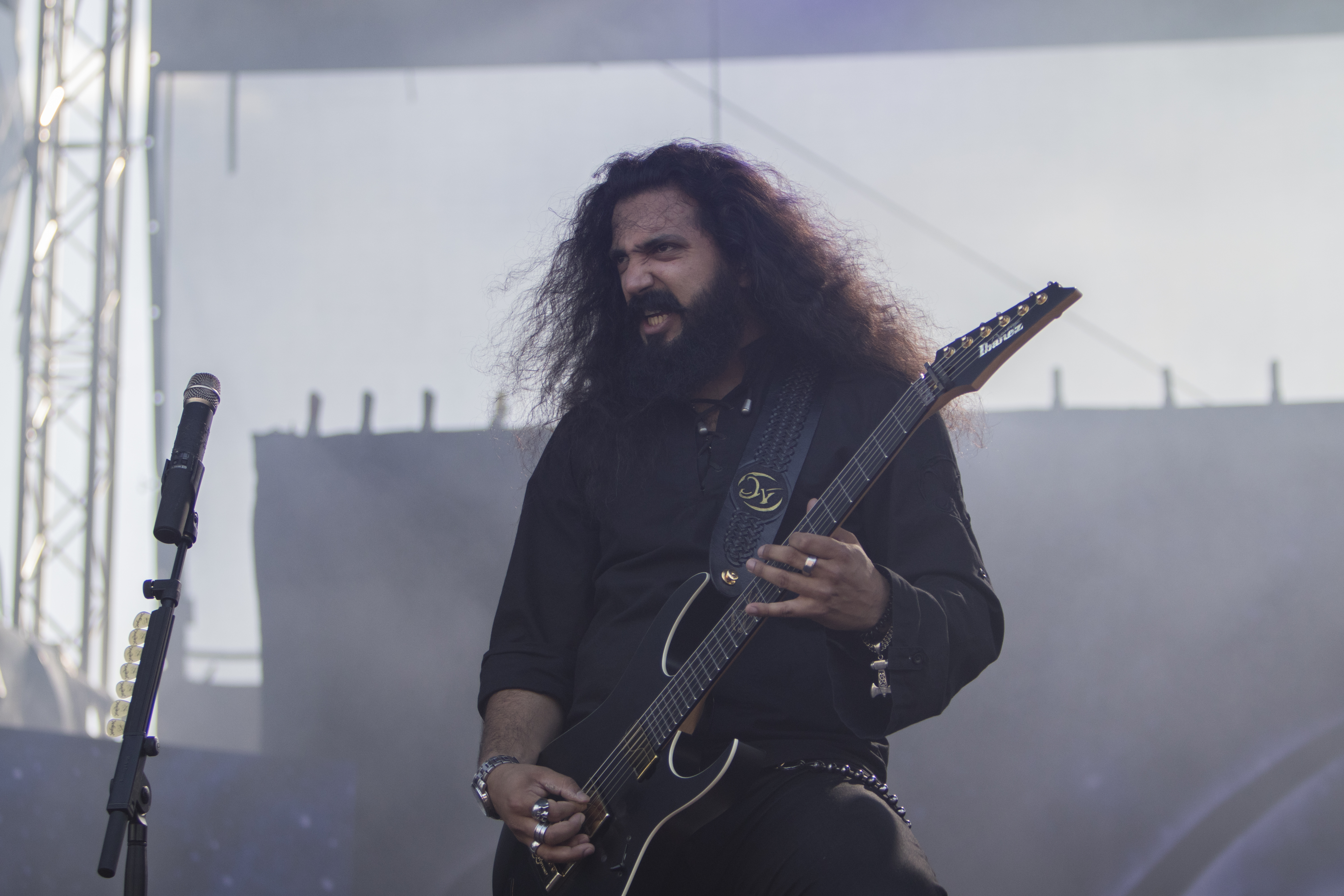
Asim Searah, ancien guitariste de Wintersun, au John Smith Festival en 2019

Le 06 août 2020, Jari Mäenpää publie sur la page Facebook du groupe un message à destination des fans sur l'état d'avancement dans l'écriture du prochain album. Il précise alors qu'il travaille sur l'écriture de quatre albums en parallèle, et ce afin de ne "pas s'ennuyer". Il confirme que Time II fait partie de ces albums, mais qu'il connaît de grosses problématiques techniques dans le mixage. Il rappelle également qu'un studio est en cours de construction, ce qui conditionne la publication du prochain album.
Le 31 mars 2021, sur sa page Facebook, le groupe annonce ne plus vouloir partager ses contenus bonus exclusivement sur Patreon, mais les partager à l'ensemble de ses fans. Il précise également que le nouvel album du groupe est "terminé à 50%" et qu'il reste du travail à faire, notamment au niveau des arrangements.
Le 05 mai 2022, le groupe annonce le départ de son guitariste Asim Searah en raison de "désaccords sur certaines choses".
Le 09 mars 2023, ils publient un nouveau single "Warning".

### Time II(2005-2024)
Le 12 janvier 2024, le groupe annonce via ses différents sociaux que l'album Time II est terminé à 100%, plus d'une décennie après son annonce. Ce quatrième album est en effet la suite de Time I (2012) et a été enregistré au même moment que ce dernier. Sa sortie a longtemps été retardée car Jari Mäenpää n'était pas satisfait du rendu sonore de l'album et ne souhaitait pas compromettre sa vision avant de trouver le rendu adéquat. La sortie de l'album est prévue pour le 30 août 2024.
Pour accompagner cette annonce, le groupe lance à nouveau une campagne de précommande via la plateforme Indiegogo, qui se tient du 01 mars au 30 avril 2024. À la suite des différentes critiques engendrées par la précédente campagne liée au troisième album, le groupe insiste sur le fait qu'il s'agit d'une précommande et non d'un crowdfunding, l'album étant déjà prêt et non un produit à financer. Le pack de précommande s'intitule Time Package et inclut l'album Time II mais également un remaster du troisième album The Forest Seasons, ainsi que plus de 5 heures de démos composées par Jari Mäenpää au début de sa carrière musicale, et qui n'ont jamais été publiées. Le 4 avril 2024, au beau milieu de la campagne de précommande, le groupe révèle une surprise : le Time Package comprendra également une version 2.0 de l'album Time I. Il s'agit non pas d'un remaster de l'album mais bien d'un nouveau mix complet, afin que l'album aie le même rendu sonore que Time II, et que les deux albums puissent être écoutés conjointement. L'oeuvre globale TIME, telle qu'elle avait été envisagée à l'origine par Jari Mäenpää, est donc complète et enfin finalisée.
Le groupe mentionne en interview qu'il n'y aura probablement pas de tournée pour accompagner la sortie du nouvel album. En effet, plusieurs des membres de Wintersun officient aussi au sein d'autres groupes provoquant de potentiels conflits d'agenda : Kai Hahto et Jukka Koskinen chez Nightwish  et Teemu Mäntysaari chez Megadeth. Jari Mäenpää précise aussi qu'il travaille sur plusieurs autres albums, dont un qui est à un stade très avancé et sur lequel il souhaite se concentrer avant de penser à une tournée.

## Récompenses
- 2017 : l'album The Forest Seasons est élu 10e meilleur album de l'année par le site Folk-Metal.nl[38]

## Membres

### Membres actuels
- Jari Mäenpää – chant, guitare, claviers (depuis 2003)
- Kai Hahto – batterie (depuis 2004)
- Jukka Koskinen – basse (depuis 2005)
- Teemu Mäntysaari – guitare (depuis 2004)

### Ancien membre
- Oliver Fokin – guitare (2004)
- Asim Searah - guitare (2017 - 2022)

## Discographie

### Albums studio
- 2004 : Wintersun
- 2012 : Time I
- 2017 : The Forest Seasons
- 2024 : Time II

## Vidéographie

### Clips
- 2009 : Beyond the Dark Sun, tiré de l'album Wintersun
- 2023 : Warning, tiré du single du même nom

### Lyric vidéos
- 2017 : Darkness and Frost & time, tiré de l'album Time 1.5
- 2017 : Land of Snow and Sorrow, tiré de l'album Time 1.5
- 2017 : Sons of Winter and Stars, tiré de l'album Time 1.5
- 2017 : Time, tiré de l'album Time 1.5
- 2017 : When Time Fades Away, tiré de l'album Time 1.5
- 2017 : Awaken From the Dark Slumber (Spring), tiré de l'album The Forest Seasons
- 2017 : The Forest That Weeps (Summer), tiré de l'album The Forest Seasons
- 2017 : Eternal Darkness (Autumn), tiré de l'album The Forest Seasons
- 2017 : Loneliness (Winter), tiré de l'album The Forest Seasons
- 2024 : Fields Of Snow, tiré de l'album Time II
- 2024 : The Way Of The Fire, tiré de l'album Time II
- 2024 : One With The Shadows, tiré de l'album Time II

### Wintersun 2.0
En 2019, le groupe sort une série de vidéos lyriques tirées de la version réorchestrée de l'album du même nom de 2004.
- Winter Madness Intro & Winter Madness 2.0
- Beyond The Dark Sun 2.0
- Sleeping Sun 2.0
- Battle Against Time 2.0
- Dealing and the Healing 2.0
- Starchild 2.0
- Beautiful Death 2.0
- Sadness and Hate 2.0